# Калимпонг
Калимпонг (англ. Kalimpong; непальск. कालिम्पोङ; бенг. কালিম্পং, Kālimpaṃ) — горная станция и позднее город в Индии, расположенный на крайнем севере штата Западная Бенгалия, в Восточных Гималаях на высоте около 1 247 м. Входит в округ Дарджилинг, в котором образует подокруг. Подчиняется автономному Совету горных гуркхов Дарджилинга. Город является административным центром района Калимпонг. В городе расположена 27-я горная дивизия Индийской армии.
Калимпонг известен своими образовательными учреждениями, многие из которых были основаны ещё во времена британского господства. Город исторически был одним из главных транзитных пунктов торговли между Тибетом и Индией до захвата Тибета Китаем и Китайско-индийской пограничной войны. Калимпонг и соседний город Дарджилинг были главными центрами движения за независимость Горкхаланда с 1980-х годов.
Калимпонг расположен на берегу реки Тиста и является туристическим центром благодаря своему умеренному климату и близости к многочисленным туристическим памяткам региона. Также тут развито растениеводство: его рынок цветов известен большим числом орхидей; питомники района экспортируют много клубней гималайских растений, что составляет значительную часть экономики города.
Большая часть населения города непальского происхождения, также здесь много мигрантов из других районов Индии, главной религией является буддизм. Буддийский монастырь Занг Дхок Палри Пходанг содержит богатую коллекцию рукописей тибетских буддистов.

## Интересные факты
В Калимпонге жила и умерла Елена Ивановна Рерих - жена (впоследствии - вдова) Николая Рериха, русского мистика и художника. Елена Рерих также писала книги духовного содержания, составившие тома "Агни-Йоги"

## Фотографии
- Калимпонг
- Вид с высшей точки Калимпонга
- Апельсины, выращенные на холмах, экспортируются во многие районы Индии
- Монастырь Занг Дхок Палри Пходанг